# 都城市早水体育文化センター
都城市早水公園体育文化センター（みやこのじょうし はやみずこうえんたいいくぶんかセンター）は、宮崎県都城市にある体育館。

## 概要
2009年4月より財団法人都城地区施設協会が管理者として運営管理している。2009年度には11万人を超える利用者があった。
2008年4月、バレーボール全日本女子チームが訪れ、北京オリンピックバレーボール世界最終予選に向け強化合宿を行った。2012年12月には、平成24年度天皇杯・皇后杯全日本バレーボール選手権大会ファイナルラウンドが開催された。
都城弓まつり全国弓道大会・都城国際弓道大会が毎年3月に行われている。（4年に一度は国際大会となる）

## 交通アクセス
都城インターチェンジから約8km。車で約10分。